# Miriam Licette
Miriam Licette (Over, Cheshire, Anglaterra, 9 de setembre de 1885 - Reading, Berkshire, 11 d'agost de 1969) fou una soprano operística anglesa amb una carrera professional de 35 anys, des de mitjans de la dècada del 1910 fins després de la Segona Guerra Mundial. També va ser professora de cant i creadora de la Beca Miriam Licette.

## Biografia i carrera
Miriam Lycett va néixer a Over, Cheshire, en 1885, filla de Walter Cope Lycett i Lucy Wilson. El seu cosí fou un important jugador de tennis, Randolph Lycett. Va passar alguns dels seus primers anys de vida a llocs com ara Hong Kong i Singapur, perquè el seu pare era un capità de la companya Blue Star Shipping Line.
Va estudiar al Lowther College de Lytham St Annes (Lancashire, Anglaterra). Va ser la soprano australiana Nellie Melba qui li va aconsellar d'anar a París a estudiar amb la seva professora, l'alemanya Mathilde Marchesi. Miriam va estudiar també amb Melba, Jean de Reszke i, a Milà, amb Vincenzo Sabbatini. Va fer el seu debut a Roma el 7 de novembre de 1911, sota el nom de Myriam Licette, en el paper principal de l'òpera Madama Butterfly de Puccini.
La seva primera aparició sota el nom de Miriam Licette va tenir lloc a Londres en 1912, al Kennington Theatre, amb la companyia Royal Carl Rosa Opera. Aquell mateix any es va casar amb George Edward Webster Robinson, un cantant d'òpera. Els papers que va interpretar en aquella època van incloure Marguerite del Faust de Gounod, Micaela de Carmen de Bizet i Pamina de La flauta màgica de Mozart.
El 16 de juny de 1913 va néixer el seu únic fill, Maurice Robinson. En maig de 1915, Sir Thomas Beecham la va sentir cantar per primer cop, en La traviata de Verdi, i immediatament la va contractar per un concert del The Proms que s'havia de celebrar dues setmanes més tard, per cantar l'escena de la carta de Tatiana d'Eugene Onegin de Txaikovski. Miriam va esdevenir la cantant favorita de Beecham per a la seva companyia d'òpera, la Beecham Opera Company. Miriam va signar un contracte per cantar el paper de Juliette en Roméo et Juliette de Gounod, a l'octubre, i va participar també en concert cantant àries operístiques com ara el "Ritorna vincitor!" d'Aida de Verdi. Licette va cantar als Proms com a mínim sis cops més al llarg de la seva carrera.
El 28 de desembre Miriam Licette va fer el paper de "Good Deeds" en l'estrena de l'òpera Everyman de Liza Lehmann. Va cantar també els papers d'Antonia en Les Contes d'Hoffmann d'Offenbach i Pamina en La flauta màgica. El 14 d'octubre de 1916 va aparèixer en un concert de música russa i francesa a Manchester, al qual el flautista Vicent Needham (1856-1916) va patir una pèrdua de coneixement, mentre recollia els aplaudiments per la seva interpretació de fragments de Una vida pel tsar, de Glinka, i va morir.
L'any 1917 Licette va participar en la representació de l'òpera Louise de Gustave Charpentier, i el 4 de maig feia de Catherine Glover en l'estrena al Regne Unit de La Jolie Fille de Perth de Bizet. El juliol va cantar el paper de la comtessa d'Almaviva a Les noces de Fígaro de Mozart, i en novembre va cantar el de Constanze de l'òpera Die Entführung aus dem Serail de Mozart. El juny de 1918 va cantar el de Sieglinde en Die Walküre de Richard Wagner, sota la batuta de Beecham.
Va cantar al Covent Garden de Londres de 1919 a 1929. Al maig 1919 va haver de sortir tretze vegades a rebre aplaudiments després de cantar l'escena del jardí de Faust. Va tenir un triomf similar quan va cantar aquesta òpera a Escòcia. També va interpretar Mimi de La Bohème de Puccini. El 26 de juliol va crear el rol de la Princesa Iaroslavna en la primera interpretació en anglès de l'òpera El príncep Ígor de Borodín. En febrer de 1920 va fer el paper d'Eva en Die Meistersinger von Nürnberg de Wagner, i a l'abril va aparèixer en una reestrena de A Village Romeo and Juliet de Delius.
En aquella època la Beecham Opera Company va fer fallida per problemes financers. Miriam va cantar Mimi en La Bohème al Covent Garden el juny de 1920, amb la presència del compositor en el teatre. Aquell any, va aparèixer com Eurídice, cantant en francès, en l'Orfeu i Eurídice de Gluck, amb Clara Butt en la darrera aparició d'aquesta cantant en un escenari operístic (n'era una cantant de concerts, va fer només dues representacions d'òpera en escenari).
En 1922 Miriam Licette va ser contractada per la British National Opera Company. Més tard, aquell mateix any, es va divorciar del seu marit. En 1924 va afegir al seu repertori el paper de Mélisande en Pelléas et Mélisande de Debussy. Va cantar també Savitri de Gustav Holst i en un concert de la Royal Choral Society (RCS) al qual es presentava La Damnation de Faust de Berlioz sota la direcció de Sir Hamilton Harty. En 1925 va aparèixer per primer cop en un esdeveniment que es convertiria en una tradició anual al llarg dels següents 15 anys, l'escenificació amb decorat i vestits de The Song of Hiawatha de Samuel Coleridge-Taylor, inicialment amb la RCS sota la direcció d'Eugène Goossens. Entre els cantants d'aquelles actuacions tradicionals s'inclouen Lilian Stiles-Allen, Elsie Suddaby, Harold Williams, Parry Jones i Frank Titterton.
En 1929 Licette va aparèixer en una representació de A Mass of Life de Delius, amb Astra Desmond, Tudor Davies i Roy Henderson sota la direcció de Sir Thomas Beecham i amb l'Orquestra Simfònica de la BBC. Aquesta obra l'havia cantat en 1925, amb Walter Widdo, sota la direcció de Paul von Klenau.
El 19 de setembre de 1931, el seu fill Maurice va morir d'una infecció d'estreptococ, a l'edat de 18 anys. El mes següent Miriam va cantar el paper de Marschallin en Der Rosenkavalier de Richard Strauss, amb Norman Allin, sota la direcció de John Barbirolli. En 1935 va aparèixer en l'estrena britànica de l'òpera Cardillac de Paul Hindemith. En 1944, com a part del grup d'entreteniment dels soldats britànics durant la Segona Guerra Mundial (Entertainments National Service Association, ENSA), va viatjar a l'Orient Mitjà a cantar pels soldats britànics, quan ella tenia ja gairebé els 60 anys.
Després de retirar-se dels escenaris va començar a donar classes de cant. Va morir l'11 d'agost de 1969, a l'hospital Royal Berks de Reading, Berkshire, als 83 anys. La major part de la seva herència es va fer servir per crear la Beca Miriam Licette Beca, la qual és administrada per la Fundació de Beneficència dels Músics, concedint premis que permeten estudiar a qualsevol lloc de França, amb èmfasi particular en la interpretació de les melodies franceses.

## Enregistraments
Els seus enregistraments inclouen un Faust complet sota la direcció de Sir Thomas Beecham (1930); extractes substancials de Maritana de William Vincent Wallace; Santuzza de Cavalleria rusticana de Pietro Mascagni i Nedda de Pagliacci de Ruggero Leoncavallo.
En aquest enregistraments es pot sentir cantar també a Dennis Noble, Heddle Nash, Muriel Brunskill, Harold Williams, Frank Mullings i Clara Serena. Els directors dels enregistraments són Sir Thomas Beecham, Percy Pitt, Albert Ketèlbey, Hamilton Harty, Hubert Bath, Felix Weingartner, Eugène Goossens, Clarence Raybould i Stanford Robinson.

## Papers principals
Miriam Licette va cantar els següents papers principals (autor - obra): 
- Charpentier - Louise
- Gounod - Faust
- Gounod - Roméo et Juliette
- Mozart - La flauta màgica
- Mozart - Don Giovanni
- Mozart - Les noces de Fígaro
- Offenbach - Les contes d'Hoffmann
- Puccini - Madama Butterfly
- Puccini - La Bohème
- Verdi - Otello
- Wagner - Die Meistersinger von Nürnberg